# The Heart Is a Lonely Hunter
The Heart Is a Lonely Hunter és una pel·lícula estatunidenca dirigida per Robert Ellis Miller, estrenada el 1968. És l'adaptació cinematogràfica de la novel·la epònima de Carson McCullers. El film trasllada l'entorn de la petita ciutat del sud dels EUA en què s'ambienta la novel·la des de l'època de la Gran Depressió fins als anys seixanta contemporanis.

## Argument
John Singer és un sordmut que treballa com a gravador de joies en una ciutat del sud dels Estats Units. El seu únic amic és un mut amb problemes psíquics, Spiros Antonapoulos, que té contínuament en problemes amb la llei. Quan Spiros és ingressat en una institució mental pel seu tutor, un cosí, John s'oferix a convertir-se en el tutor de Spiros, però mentres s'arreglen els papers li diuen que Spiros ha d'anar a la institució. John decidix traslladar-se a un poble proper a la institució per estar a prop del seu amic. Hi troba faena i lloga una habitació a la casa del senyor i la senyora Kelly, que tenen dificultats econòmiques com a conseqüència de la recent lesió al maluc del senyor Kelly.
Com que a la filla adolescent dels Kelly, Margaret («Mick») li molesta haver de cedir-li la seva habitació, en John intenta guanyar-se la seua amistat. També intenta fer-se amic de Jake Blount, un vagabund semialcohòlic, i del doctor Copeland, un metge afroamericà amargat que s'està morint en secret a causa d'un càncer de pulmó. John ajuda a interpretar per a un pacient sordmut que atén el doctor Copeland. La decepció més profunda de Copeland és que la seua filla, Portia, no ha volgut continuar els estudis, treballa com a dona de fer faenes i està casada amb un pobre camperol sense estudis.
A casa dels Kelly, Mick fa una festa d'adolescents a l'aire lliure, però està disgustada després que els seues germanets l'interrompen encenent focs artificials. Després d'un intent reeixit de guanyar-se l'amistat de Mick fomentant el seu amor per la música clàssica, en John visita Spiros i, tot i que el porta a fora per un dia, en John es troba més sol que mai quan torna a casa.
Mentrestant, Portia i el seu marit (Willie) són atacats i ell és empresonat per defensar-se en un incident en un carnaval. Portia s'enfada amb son pare, el doctor Copeland, per no haver perjurat a fi d'ajudar a revelar la veritat sobre el que va passar a la baralla. La relació del doctor Copeland i la seua filla es torna encara més tensa després que al seu marit li amputen la cama a causa dels maltractaments rebuts a la presó. John aconsegueix que es reconcilien després de contar-li a Portia la malaltia del doctor Copeland.
Mick manté relacions sexuals amb un germà gran d'un dels seus companys de classe després de saber que la lesió del seu pare l'ha inhabilitat permanentment i que ella haurà de deixar l'escola i treballar per a ajudar a mantindre la família. Pertorbada per la seua iniciació sexual, ignora la petició de John de fer-se companyia escoltant música clàssica.
John va a visitar Spiros i s'assabenta que fa setmanes que ha mort. Després de visitar la tomba del seu amic, caminar i demanar disculpes una vegada i una altra en llenguatge de signes, John torna a la seva habitació i es suïcida.
Uns mesos després, Mick porta flors a la tomba de John i coneix el doctor Copeland. Mentres parlen, Mick pregunta: «Per què ho va fer?» El doctor Copeland se'n va, i la pel·lícula acaba amb Mick admetent en veu alta davant la tomba oberta de John que l'estimava.

## Repartiment
- Alan Arkin: John Singer
- Sondra Locke: Mick
- Laurinda Barrett: Mrs. Kelly
- Stacy Keach: Blount
- Chuck McCann: Spiros Antonapoulos
- Biff McGuire: Mr. Kelly
- Percy Rodrigues: Doctor Copeland
- Cicely Tyson: Porti

## Premis i nominacions

### Nominacions
- 1969: Oscar al millor actor per Alan Arkin
- 1969: Oscar a la millor actriu secundària per Sondra Locke
- 1969: Globus d'Or a la millor pel·lícula dramàtica
- 1969: Globus d'Or al millor actor dramàtic per Alan Arkin
- 1969: Globus d'Or a la millor actriu secundària per Sondra Locke